# Новогвінейське море
Новогвіне́йське мо́ре, мо́ре Бі́смарка — міжострівне море в Тихому океані. Розташоване на заході океану в архіпелазі Бісмарка. Площа становить приблизно 310 тис. км², середня глибина — 1700 м, максимальна глибина — 2665 м. Узбережжя моря рівне, подекуди зустрічаються коралові рифи.
Вздовж острова Нова Гвінея проходить Новогвінейська течія зі швидкістю 50-75 см/с. Середня температура води на поверхні становить 28 °C, солоність — 34 ‰ — через значну кількість атмосферних опадів. В акваторії моря зафіксовані численні підводні землетруси.
Найбільші порти: Маданг, Рабаул.

## Клімат
Акваторія моря лежить у екваторіальному кліматичному поясі. Увесь рік панують екваторіальні повітряні маси. Клімат спекотний і вологий зі слабкими нестійкими вітрами. Сезонні амплітуди температури повітря часто менші за добові. Зволоження надмірне, часті зливи й грози.

## Біологія
Акваторія моря утворює морський екорегіон Море Бісмарка центральної індо-тихоокеанської зоогеографічної провінції. У зоогеографічному відношенні донна фауна континентального шельфу й острівних мілин до глибини 200 м відноситься до індо-західнопацифічної області тропічної зони.